# La Soledad, Minatitlán
La Soledad är en ort i Mexiko.   Den ligger i kommunen Minatitlán och delstaten Veracruz, i den sydöstra delen av landet, 500 km öster om huvudstaden Mexico City. La Soledad ligger 20 meter över havet och antalet invånare är 175.
Terrängen runt La Soledad är mycket platt. Runt La Soledad är det ganska glesbefolkat, med 29 invånare per kvadratkilometer. Närmaste större samhälle är Minatitlán, 18,7 km norr om La Soledad. Omgivningarna runt La Soledad är en mosaik av jordbruksmark och naturlig växtlighet.